# Cercamia cladara
Cercamia cladara är en fiskart som beskrevs av Randall och Smith, 1988. Cercamia cladara ingår i släktet Cercamia och familjen Apogonidae. Inga underarter finns listade i Catalogue of Life.